# Zitha fulviceps
Zitha fulviceps är en fjärilsart som beskrevs av George Francis Hampson 1917. Zitha fulviceps ingår i släktet Zitha och familjen mott. Inga underarter finns listade i Catalogue of Life.